# 前田直衞
前田 直衞（まえだ なおえ、1915年(大正4年)4月28日 - 2008年(平成20年)12月23日）は、日本の日本画家。京都の町屋造りの老舗を描いた「京の老舗」シリーズで知られる。

## 略歴
- 1915年（大正 4年） - 鳥取県八頭郡大村字鷹狩（現・鳥取市用瀬町鷹狩）に生まれる。
- 1931年（昭和 6年） - 日本画家・菅楯彦に内弟子として入門。
- 1936年（昭和11年） - 菅楯彦の推薦で 橋本関雪に師事。日中戦争勃発により終戦まで三度応召。
- 1940年（昭和15年） - 皇紀二千六百年奉祝美術展に「砲車」が入選。
- 1946年（昭和21年） - 中国より復員｡
- 1960年（昭和35年） - 第45回院展に「波切」が入選。
- 1963年（昭和38年） - 日本美術院「院友」に推挙される。
- 1964年（昭和39年） - 羽石光志に師事。
- 1970年（昭和45年） - 京都尚院会展出品「祖母の像（媼）」が京都府知事賞に。
- 1971年（昭和46年） - 欧州各国を遊歴。
- 1984年（昭和59年） - 紺綬褒章を受章。
- 1986年（昭和61年） - 日本美術院「特待」に推挙される。
- 1987年（昭和62年） - 第72回院展無鑑査出品「三条池田屋」｡
- 1988年（昭和63年） - 第73回院展無鑑査出品「浪速の老舗」｡
- 1993年（平成 5年） - 第48回春季院展無鑑査出品「奥飛騨の街」｡
- 1998年（平成10年） - 第83回院展無鑑査出品「出雲の里」｡
- 2008年（平成20年） -12月23日 逝去｡

## 主な作品
- 『本屋』 - 1996年、150号、鳥取市蔵
- 『雪の因幡路』 - 1995年、50号、第50回春季院展出品、個人蔵
- 『京島原 輪違屋』 - 1973年、150号、 鳥取県立博物館蔵
- 『京島原 角屋』 - 1972年、150号、 鳥取県立博物館蔵
- 『雪の祇園』 - 1981年、150号、 諏訪市美術館蔵
- 『伏見寺田屋』 - 1983年、150号、 高知県立坂本龍馬記念館蔵
- 『寺田屋』 - 1972年、50号、 鳥取大学蔵
- 『湖北』 - 1978年、50号、 鳥取大学蔵
- 『三条池田屋（回想）』 - 1987年、150号、 山口県教育会蔵
- 『三徳山投入堂』 - 1989年、50号、 倉吉博物館蔵
- 『宵宮（鞍馬火祭）』 - 1990年、150号、 福井県立美術館蔵
- 『古美術商』 - 1990年、50号、鳥取市蔵
- 『兜門（表千家）』 - 2000年、50号、鳥取市蔵
- 『隠岐の舟屋』 - 2008年、150号、鳥取市蔵、絶筆